# Nesophontes major
Nesophontes major is een uitgestorven zoogdier uit de familie van de Nesophontidae. De wetenschappelijke naam van de soort werd voor het eerst geldig gepubliceerd door Arredondo in 1970.

## Voorkomen
De soort kwam voor in Cuba.